# Miss Coreia

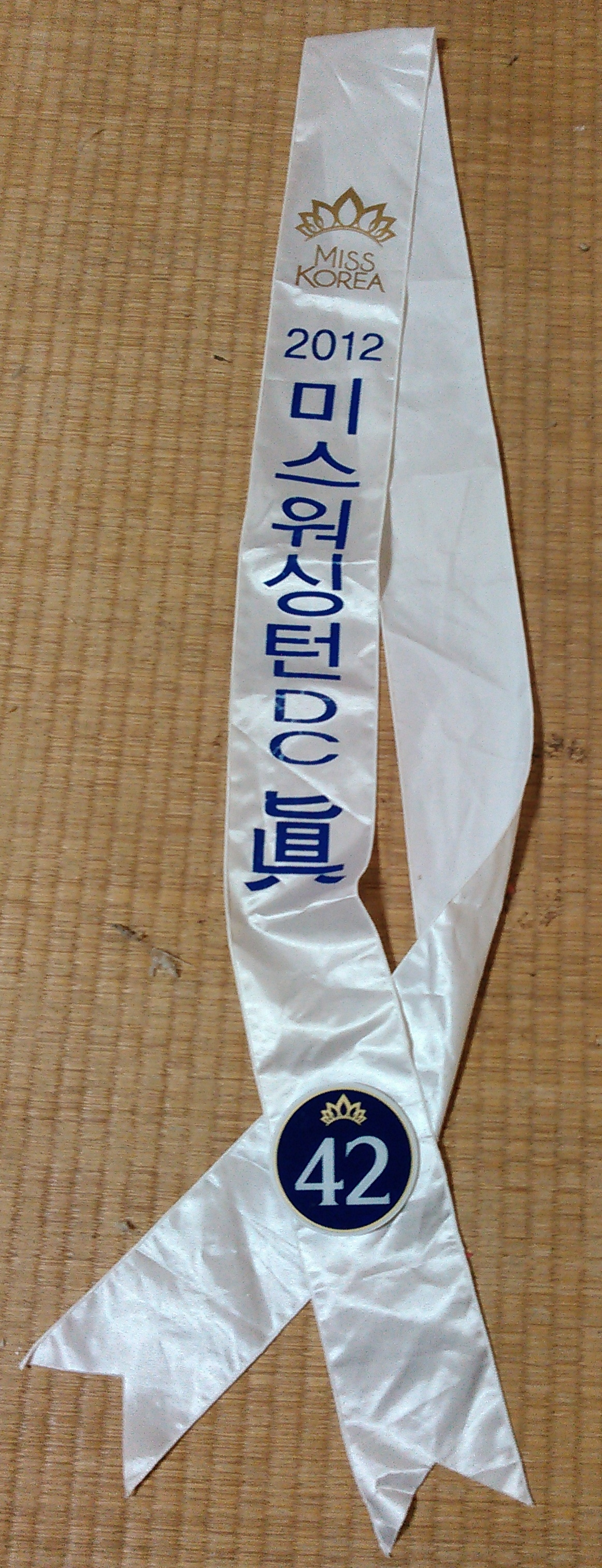
2012 vencedor Miss Coreia Washington DC Grand Prix do caixilho

Miss Coreia do Sul é um concurso de beleza feminino realizando anualmente que visa escolher a melhor candidata sul coreana ao certame internacional de Miss Universo. O evento é geralmente visto com muita ansiedade pela população, chegando a ser realizado um ano antes da competição internacional. O país asiático nunca conseguiu uma coroa do certame. O mais perto que chegou foi em 1988 com Chang Yoonjung e mais recentemente em 2007 com Honey Lee, ambas muito bem conceituadas na imprensa para ganhar o certame no ano em que participaram, porém não levaram o título.

## Vencedoras

### Versão Miss Universo

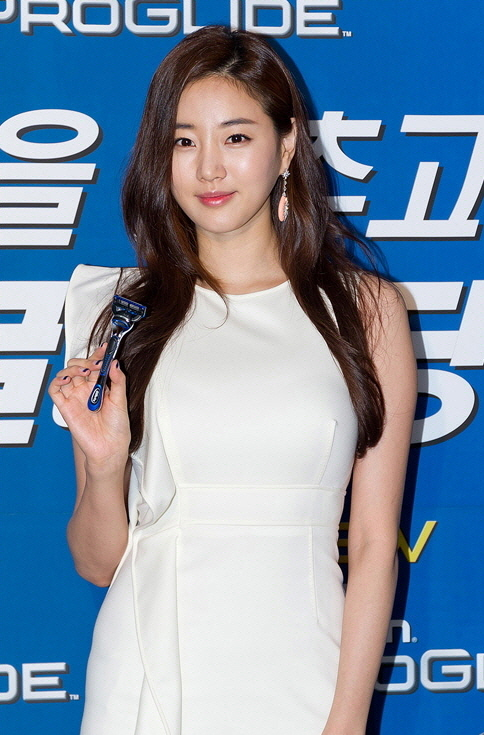
A atriz sul-coreana Kim Sa-rang, foi a vencedora do concurso em 2001.

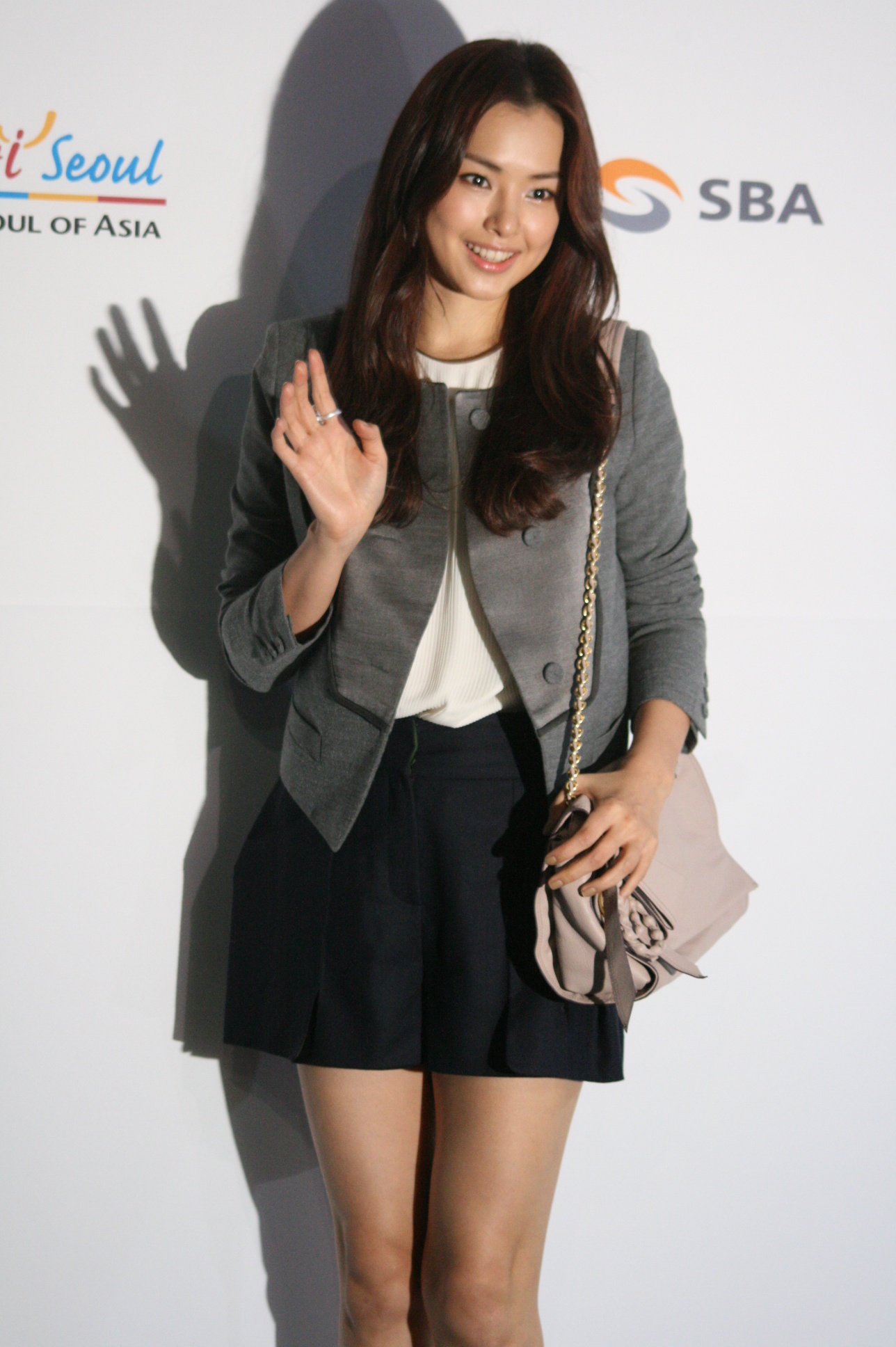
A atleta e instrumentista Honey Lee, vencedora da edição de 2007 do concurso e 4º. Lugar no certame internacional

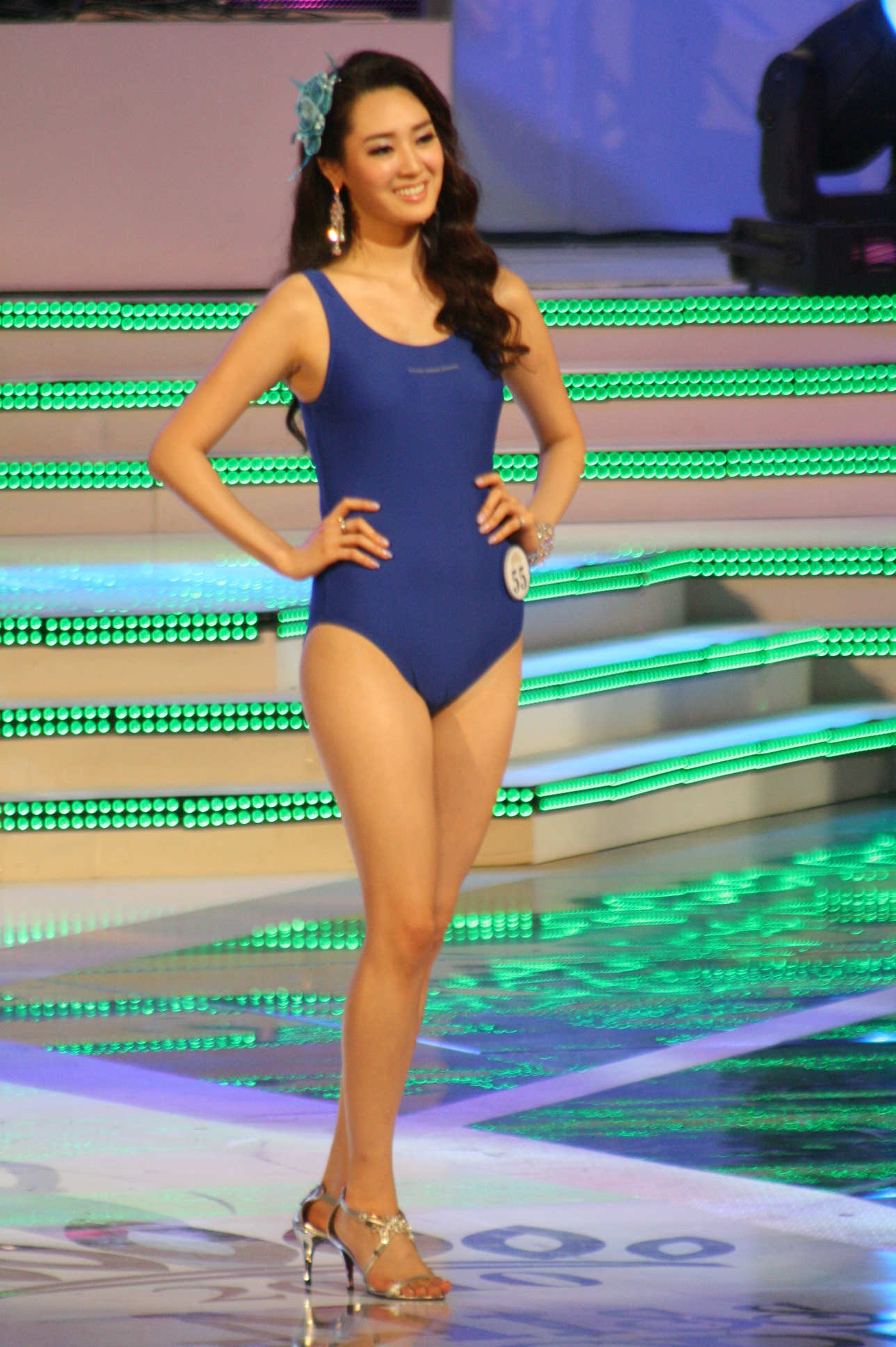
A sul-coreana Jung So-ra, vencedora da edição de 2011 da competição. Ela disputou o Miss Universo 2011 no Brasil.

| Ano  | Vencedoras       | Província | Colocação              |
| 1954 | Kae Sun-hae      |           |                        |
| 1955 | Kim Mee-Chong    |           |                        |
| 1957 | Park Hyun-ok     |           |                        |
| 1958 | Oh Geum-soon     |           |                        |
| 1959 | Oh Hyun-joo      |           | Semifinalista (Top 15) |
| 1960 | Sohn Miheeja     |           | Semifinalista (Top 15) |
| 1961 | Seo Yanghee      |           | Semifinalista (Top 15) |
| 1962 | Seo Bun-joo      |           | Semifinalista (Top 15) |
| 1963 | Kim Myoung-Ja    |           | 5º. Lugar              |
| 1964 | Shin Junghyun    |           |                        |
| 1965 | Kim Eun-Ji       |           |                        |
| 1966 | Yoon Gui-Young   |           |                        |
| 1967 | Hong Jung-ae     |           |                        |
| 1968 | Kim Yoon-jung    |           |                        |
| 1969 | Lim Hyun-jung    |           |                        |
| 1970 | Yoo Young-ae     |           |                        |
| 1971 | Noh Mi-ae        |           |                        |
| 1972 | Park Yeon-joo    |           |                        |
| 1973 | Kim Young-joo    |           |                        |
| 1974 | Kim Eun-jung     |           |                        |
| 1975 | Seo Ji-hye       |           |                        |
| 1976 | Chung Kwang-hyun |           |                        |
| 1977 | Kim Sung-Hee     |           |                        |
| 1978 | Jung-eun Shon    |           |                        |
| 1979 | Jae-hwa Seo      |           |                        |
| 1980 | Kim Eun-Jung     |           | Semifinalista (Top 12) |
| 1981 | Lee Eun-Jung     |           |                        |
| 1982 | Sun-hee Park     |           |                        |
| 1983 | Jong-jun Kim     |           |                        |
| 1984 | Lim Mi Sook      |           |                        |
| 1985 | Choi Young Ok    |           |                        |
| 1986 | Young-Ran Bae    |           |                        |
| 1987 | Kim Ji-Eun       |           |                        |
| 1988 | Chang Yoonjung   |           | 2º. Lugar              |
| 1989 | Kim Sung-ryung   |           |                        |
| 1990 | Oh Hyun-kyung    |           |                        |
| 1991 | Seo Jung-min     |           |                        |
| 1992 | Young-Hyun Lee   |           |                        |
| 1993 | Yoo Ha-Young     |           |                        |
| 1994 | Goong Sun-young  |           |                        |
| 1995 | Sung-joo Han     |           |                        |
| 1996 | Kim Yun-jung     |           |                        |
| 1997 | Lee Eun-hee      |           |                        |
| 1998 | Kim Ji-yeon      |           |                        |
| 1999 | Choi Ji-hyun     |           |                        |
| 2000 | Kim Yeon-ju      |           |                        |
| 2001 | Kim Sa-rang      | Seul      |                        |
| 2002 | Kim Min-kyoung   | Seul      |                        |
| 2003 | Keum Na-na       | Seul      |                        |
| 2004 | Choi Yun-young   | Seul      |                        |
| 2005 | Kim So-young     | Seul      |                        |
| 2006 | Kim Joo-hee      | Seul      |                        |
| 2007 | Lee Ha-nee       | Seul      | 4º. Lugar              |
| 2008 | Lee Ji-sun       | Seul      |                        |
| 2009 | Kwon Rise        | Seul      |                        |
| 2010 | Kim Joo-ri       | Seul      |                        |
| 2011 | Jung So-ra       | Seul      |                        |
| 2012 | Lee Seong-hye    | Seul      |                        |
| 2013 | Kim Yu-mi        | Seul      |                        |
| 2014 | Yoo Ye-bin       | Daegu     |                        |
| 2015 | Kim Seo-yeon     | Seul      |                        |
| 2016 | Lee Min-ji       | Suwon     |                        |
| 2017 | Kim Jin-sol      | Seul      |                        |
| 2018 | Ji Hyun Baek     | Daegu     |                        |
| 2019 | Lee Yeon-joo     | Incheon   |                        |
| 2020 | Park Ha-Ri       | Incheon   |                        |
| 2021 | Jisu Kim         | Seul      |                        |

### Premiações Especiais
- Most Popular Girl: Oh Hyun-joo (1959)
- Melhor Traje Típico: Kim Jae Kyu (1974), Kim Seong-hee (1977), Kim Jong-jung (1983) e Kim Sa-rang (2001)